# Церква Різдва Пресвятої Богородиці (Присівці)
Церква Різдва Пресвятої Богородиці в Присівцях — парафія і храм греко-католицької громади Зборівського деканату Тернопільсько-Зборівської архієпархії Української греко-католицької церкви в селі Присівці Тернопільського району Тернопільської области.

## Історія церкви
Парафія заснована у 1900 році, а її церкву збудували у 1939 році. Того ж року отець Павло Савчук освятив храм.
Від моменту заснування до 1946 року парафія належала до УГКЦ, потім, у радянський період, церкву використовували як зерносховище. У 1990 році парафія знову повернулася в лоно Української греко-католицької церкви.
21 вересня 2004 року єпископ Тернопільсько-Зборівської єпархії Василій Семенюк здійснив візитацію.
Наразі при парафії діють такі спільноти: братство Матері Божої Неустанної Помочі, Марійська та Вівтарна дружини, а також молодіжна організація «Скеля».
У селі Коршилів, яке належить до цієї парафії, немає церкви, але є капличка святих Ольги і Володимира.
Парафія також володіє проборством, що використовується як молодіжний центр для дітей.

## Парохи
- о. Євген Кості в (1990—1995),
- о. Іван Пиріг (1995—2002),
- о. Володимир Гоцанюк (2002—2003),
- о. Михайло Піняга (з 2004).